# Teatro de Argos
El Teatro de Argos (en griego: θέατρο Άργους) fue un antiguo teatro griego de la ciudad de Argos, Grecia. Fue uno de los mayores teatros de la antigua Grecia. El yacimiento arqueológico del teatro se encuentra en el lado occidental de la actual ciudad de Argos, en el municipio de Argos-Micenas, cerca de la zona arqueológica del ágora de la ciudad.

## Historia
Se construyó a principios del período helenístico, alrededor de los años 320-300 a. C. Sustituyó a un teatro anterior de la época clásica construido a principios del 400 a. C., que estaba situado unos 100 metros más al sur. Al parecer, el antiguo teatro estaba destinado a las competiciones musicales y teatrales de los Juegos Nemeos, que se trasladaron de Nemea a Argos. El nuevo teatro se utilizó probablemente para el mismo fin después de que los Juegos se trasladaran definitivamente a Argos. En el teatro también se organizaban reuniones políticas, como las de la Liga Aquea.

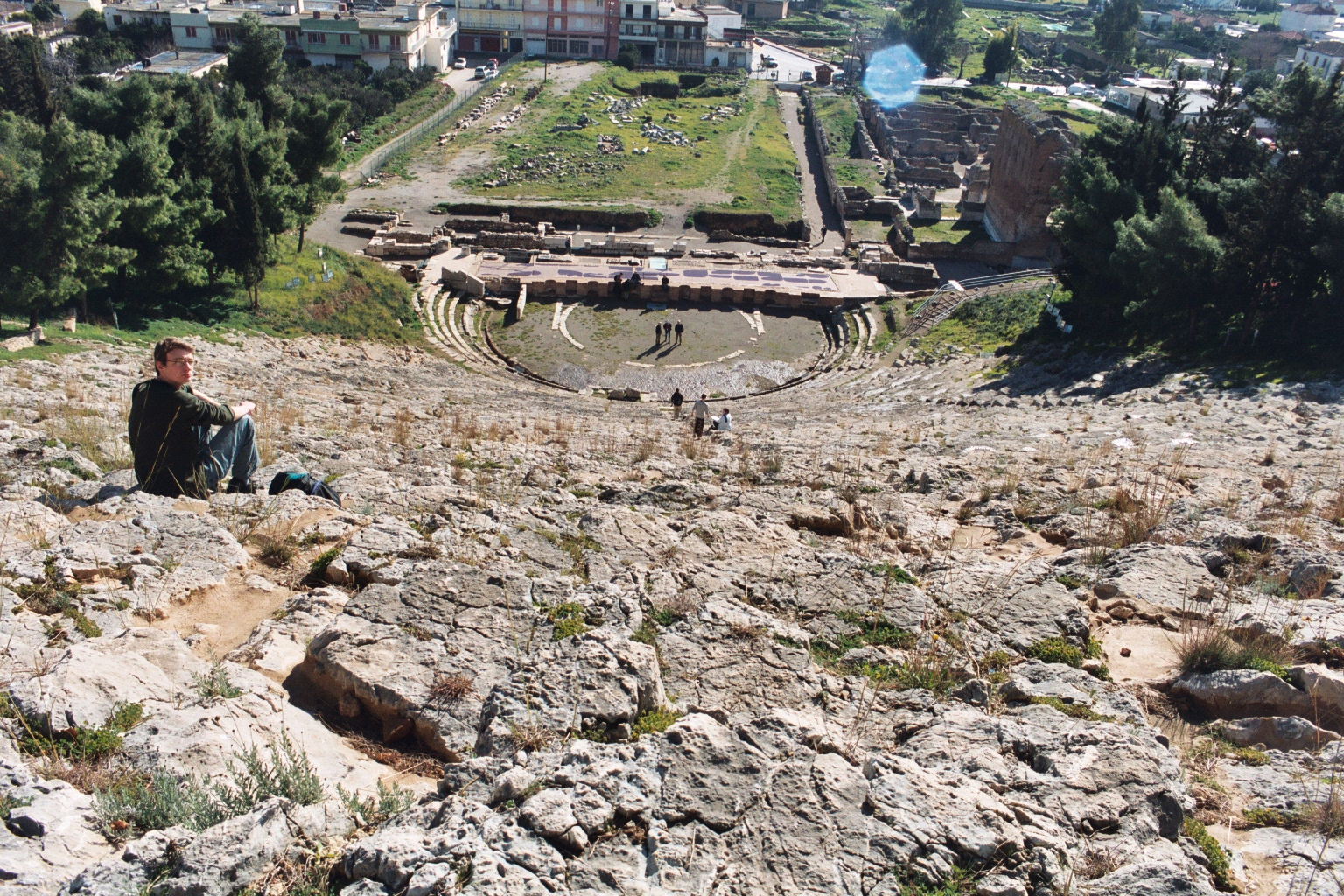
El Teatro visto desde arriba.

Fue reconstruido en la época romana alrededor del año 120 d. C. bajo el emperador Adriano. A partir de entonces, acogió eventos romanos como las festividades de las Sebasteas, los juegos de Trajano y Antinoo, espectáculos de caza de animales y espectáculos de gladiadores. Esto requirió cambios estructurales, como el vallado de la zona del escenario. Por la misma época, el cercano teatro clásico se convirtió en odeón.

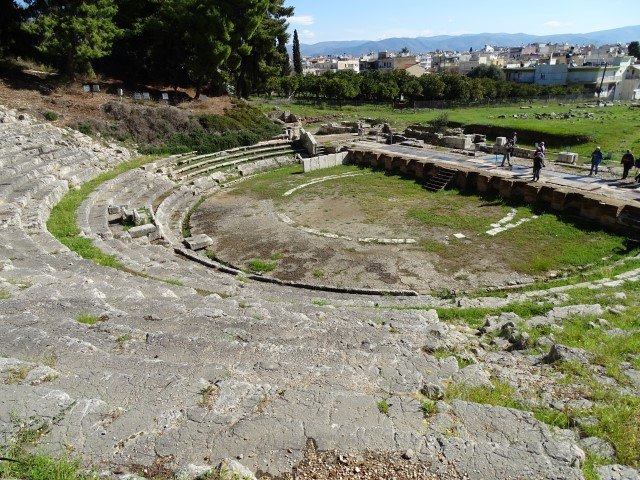
La orchestra del teatro y la parte inferior de la cávea.

Dejó de utilizarse a finales del 300 d. C. El 15 de julio de 1829, el teatro acogió la IV Asamblea Nacional de la Grecia independiente, convocada por Ioannis Kapodistrias. Las excavaciones arqueológicas fueron llevadas a cabo por la Escuela de Arqueología Francesa de Atenas entre 1890, 1930, 1954-1956, 1981-1982 y 1986-1987. Desde entonces, el teatro ha sido restaurado. Actualmente se utiliza para diversos actos culturales.

## Descripción
Está excavado en la roca de la acrópolis de Argos, en la ladera sureste. Inmediatamente al este del teatro se encuentra el yacimiento arqueológico de la antigua ágora de Argos. Cerca del teatro se encontraban los primeros santuarios dedicados a los Dioscuros y Zeus Eubulo.
Era un edificio griego semicircular estándar con una orchestra  casi circular en el centro. El diámetro de la orchestra era de unos 26 metros. Debajo de ella había un pasadizo subterráneo para el movimiento de los actores y la aparición de los dioses ctónicos necesarios para las obras. La cávea del teatro tenía unos 52 m de ancho y unos 96 m de largo (distancia desde la orchestra hasta la última fila). El aforo era para unos 16 000-20 000 espectadores, lo que lo convertía en uno de los teatros más grandes de la antigua Grecia, junto con el teatro de Megalópolis. Dos pasillos transversales (diazomata) dividían verticalmente la cávea en tres secciones. Tres escaleras verticales lo dividían a lo ancho en cuatro sectores, según las cuatro tribus de Argos. Durante la época romana, la tribuna se amplió con asientos de honor para dignatarios.
Detrás de la orchestra había un edificio escénico con un pórtico decorado con columnas jónicas y dóricas en el proscenio. Durante la época romana, el edificio se amplió y el proscenio se hizo en estilo corintio, decorado con mosaicos y numerosas estatuas en hornacinas.